# Свободне (Донецький район)
Свобо́дне — селище Амвросіївської міської громади Донецького району Донецької області, Україна.

## Загальні відомості
Відстань до райцентру становить близько 23 км і проходить автошляхом Т 0509.
Землі селища межують із територією с. Осикове Старобешівського району Донецької області.
Унаслідок російської військової агресії із серпня 2014 р. Свободне перебуває на території ОРДЛО.

## Населення
За даними перепису 2001 року населення селища становило 110 осіб, із них 41,82 % зазначили рідною мову українську та 58,18 % — російську.